# Doryopteris palmata
Espèce
Classification phylogénétique
Doryopteris palmata est une espèce de fougères de la famille des Pteridaceae.